# Michel Jonasz (album, 2005)
Pour le chanteur, voir Michel Jonasz.
Michel Jonasz est le titre d'un album de Michel Jonasz sorti en 2005 sur son propre label, après avoir négocié son départ de sa maison de disque EMI. La sixième chanson, La Femme du parfumeur, a également été distribuée séparément sous forme de single.

## Titres
| No  | Titre                             | Durée |
| --- | --------------------------------- | ----- |
| 1.  | Le Premier reproche               |       |
| 2.  | Le Mal de toi                     |       |
| 3.  | Y a toujours quelqu'un qui pleure |       |
| 4.  | Le Diner s'achève                 |       |
| 5.  | Pierre ponce                      |       |
| 6.  | La Femme du parfumeur             |       |
| 7.  | Barcelone                         |       |
| 8.  | Le Cha-cha-cha                    |       |
| 9.  | J'ai swingué toute la nuit        |       |
| 10. | Le Tango nu                       |       |
| 11. | Les Artistes                      |       |
| 12. | Celui qui t'aimait c'était moi    |       |